# Piae postulatio voluntatis
Piae postulatio voluntatis è una bolla pontificia promulgata da papa Eugenio III il 17 maggio 1145.

## Antefatti
Il vescovo di Verona Tebaldo II (o Teobaldo) ad aprile o maggio del 1145 si recò a Viterbo, dove in quel momento risiedeva il papa Eugenio III, per risolvere la controversia tra lui e l'abate di Nonantola Alberto I a riguardo di alcuni diritti su Nogara. La lite fu composta alla presenza del Santo Padre e fu sancita dalla bolla Quae judicii veritate del 18 maggio 1145. 
Allo stesso tempo Tebaldo II decise di porre la diocesi di Verona sotto la protezione della Santa Sede, cosa abbastanza comune a quei tempi, come, ad esempio, dimostra la successiva Justis fratrum riguardante la diocesi di Treviso.
Documenti come la Piae postulatio voluntatis sono la dimostrazione di maggiore fiducia verso il potere papale e la tendenza dei pontefici ad estendere la loro sfera d'influenza. Inoltre, per i vescovi era un modo di tutelarsi di fronte alla crescita dei Comuni, che stavano sorgendo e togliendo diritti ad altri soggetti.
Non va poi dimenticato che il Capitolo della cattedrale di Verona, che a quel tempo aveva il compito di eleggere il vescovo, aveva consolidato di recente (1138-1140) la sua autonomia ed esenzione dallo stesso, il tutto con l'appoggio del patriarca di Aquileia Pellegrino di Povo di Beseno di Manzano, al quale il Capitolo era sottoposto assieme al monastero di Santa Maria in Organo.

## Contenuto
Piae postulatio voluntatis è un documento importantissimo perché permette di ricostruire la situazione della Chiesa di Verona quasi alla metà del XII secolo.
Purtroppo, la bolla non riporta con precisione le chiese della città di Verona, ma solo quelle del resto della diocesi. Le pievi rurali sono cinquantacinque, con alcune con chiese minori o cappelle loro sottoposte, a cui si aggiungono una ventina di chiese non plebane e tre monasteri in città e altri extraurbani. Non mancano poi nel documento i villaggi, le corti e i castelli.
La distinzione tra pievi e altre chiese deriva anche dal fatto che quest’ultime erano officiate da un solo sacerdote, mentre nelle prime vi era comunità costituita da un arciprete, da presbiteri e da chierici che si preparavano per gradi al sacerdozio.

### Monasteri citati

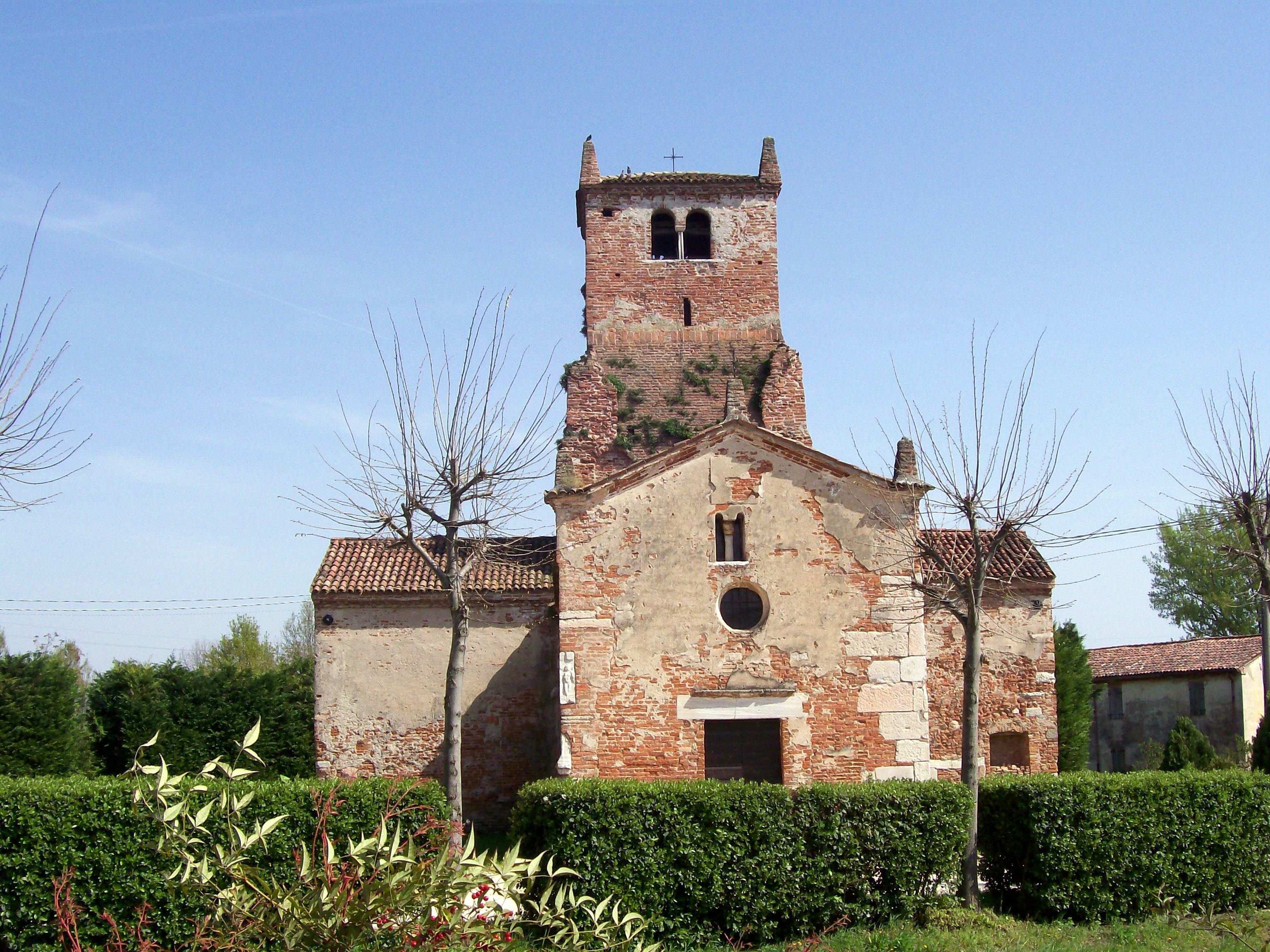
San Pietro in Monastero, conosciuta anche come San Pietro in Valle.

Nella città di Verona: Monastero di San Zeno; Monastero dei Santi Fermo e Rustico; Monastero di San Nazaro.
Nel territorio diocesano: Abbazia di Maguzzano; Monastero di San Pietro di Calavena; Monastero di San Vigilio; Monastero di Santa Maria presso il Mincio; San Pietro in Monastero

### Pievi citate

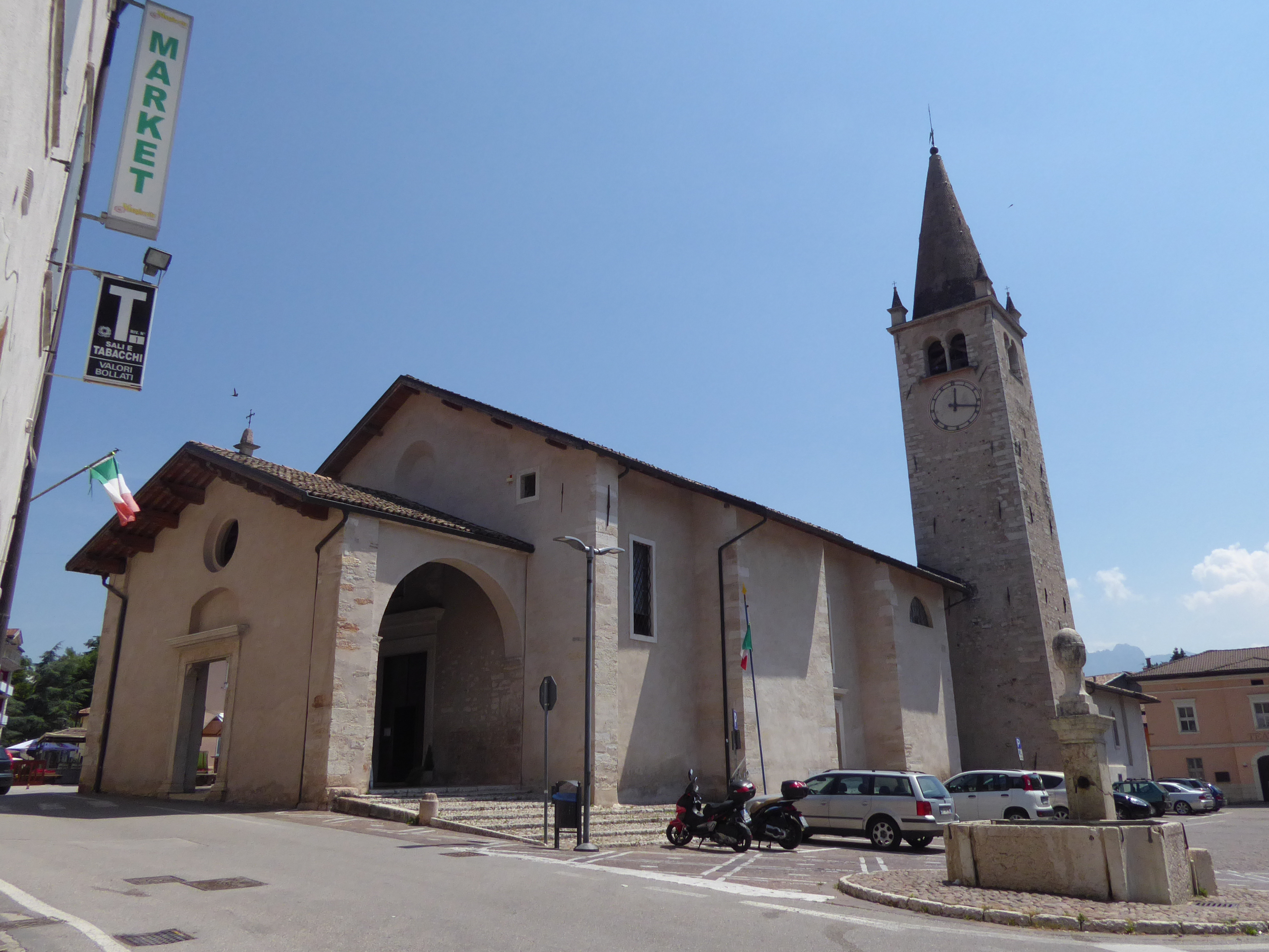
La pieve di Brentonico, oggi nell'arcidiocesi di Trento.

Angiari; Arbizzano; Avio; Bovolone; Brentonico; Bussolengo; Calavena (Tregnago); Caprino Veronese; Castel d’Ario; Cerea; Cisano; Colognola ai Colli; Coriano; Desenzano del Garda; Garda; Grezzana; Grezzano; Illasi; Isola della Scala; Isola Rizza; Lazise; Legnago; Lonato del Garda; Malcesine; Mezzane di Sotto; Montorio; Moradega (Sorgà); Negrar di Valpolicella; Nogara; Nogarole Rocca; Oppeano; Padenghe sul Garda; Palazzolo; Peschiera del Garda; Ponti sul Mincio; Porto; Pozzolengo; Pradelle; Redondesco; Rivoltella del Garda; Ronco all’Adige; Roverchiara; San Floriano; San Giorgio di Valpolicella; San Zeno (Minerbe); Sandrà; Sirmione; Soave; Sommacampagna; Tenesi (Manerba del Garda); Tombazosana; Trevenzuolo; Valeggio sul Mincio; Vigasio.

### Altre chiese citate

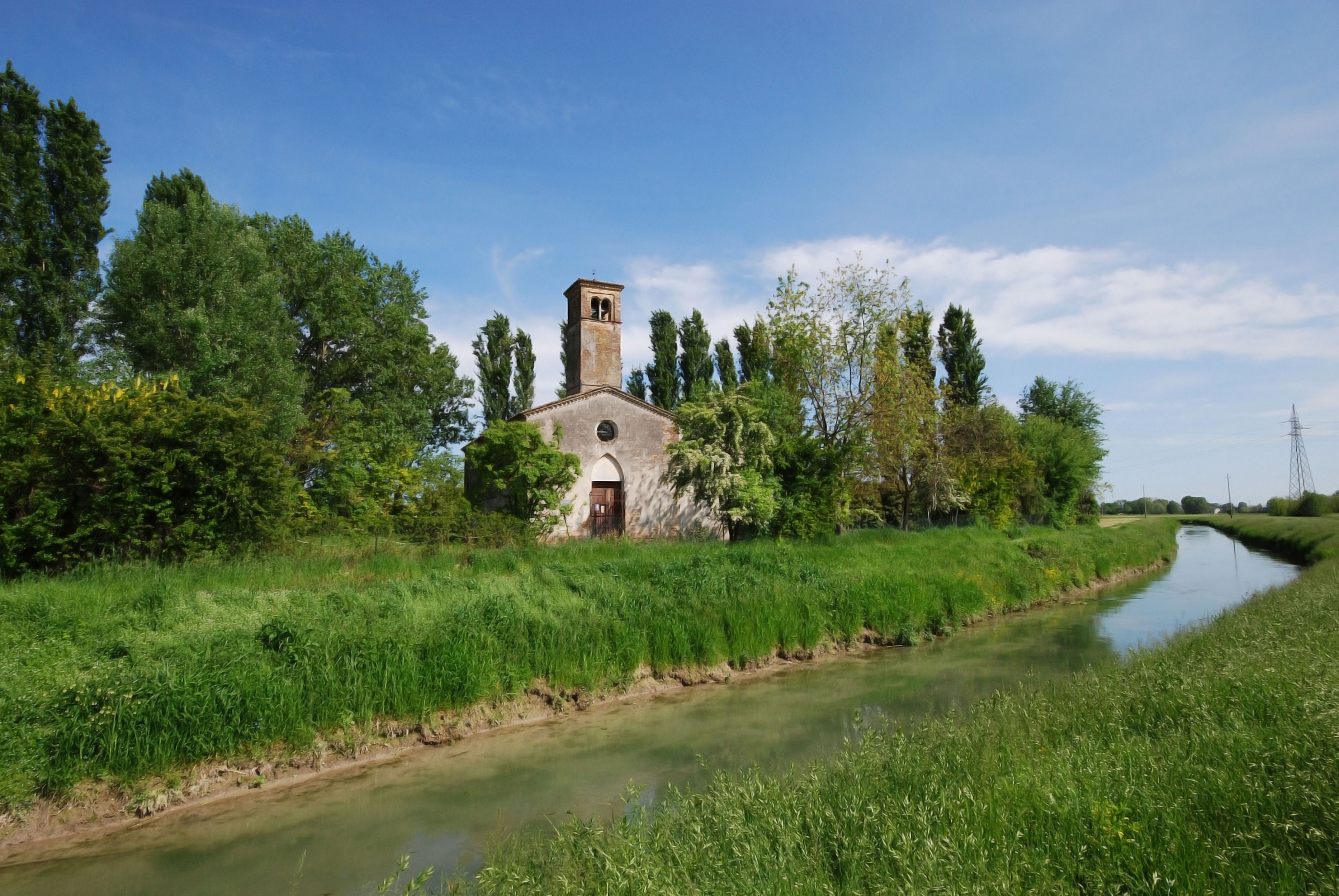
San Pietro in Tartaro, oggi in Diocesi di Mantova.

Begosso; Belfiore; Bonavigo; Bonferraro; Caldiero; Casaleone; Cinto Euganeo; Corte Regia; Gazzo Veronese; Lavagno; Lusia; Ravagnana; Salizzole; Scardevara; San Michele al Tartaro; San Pietro in Tartaro; Sant’Ambrogio in Casale Alto; San Lazzaro; Terrazzo; Villa; Zerpa; Zevio.

### Castelli, villaggi e corti citati
La bolla, oltre a determinare la giurisdizione spirituale del vescovo di Verona, stabilisce i diritti di giurisdizione temporale, alcuni possedimenti e privilegi concessi alla Diocesi dagli imperatori Berengario del Friuli, dai tre Ottoni, da Enrico II e da Lotario II
Queste le località citate: Alcenago; Azzago; Begosso; Bonavigo; Bovolone; Calavena (Tregnago); Caldiero; Canova, con il suo vecchio castello; Colognola ai Colli; Corte Regia; Desenzano del Garda con il suo castello; Garda (castello); Grezzano; Isola Rizza; Lavagno; Legnago; Lonato del Garda (castello); Malcesine con il suo castello; Mezzane di Sotto (castello); Montorio; Monte Foscarino (Soave); Negrar di Valpolicella; Peschiera del Garda; Porto; Pradelle; San Giorgio di Valpolicella; San Lazzaro; San Zenone (Minerbe); Sandrà; Sarmazza; Scardevara; Tombazosana; Torri del Benaco (castello)
Simili giurisdizioni e proprietà furono confermate a Tebaldo II e alla Chiesa Veronese dall’imperatore Federico Barbarossa con il diploma Si dignus nostrorum del 22 novembre 1154.

## Conseguenze
Se Piae postulatio voluntatis mostra la situazione della diocesi di Verona nel 1145, tra l'altro confermata dai pontefici Anastasio IV il 1 gennaio 1154 e da Clemente III il 7 novembre 1188, va detto in seguito sia la giurisdizione ecclesiastica sia quella temporale subì dei cambiamenti, anche a causa delle lotte tra le città italiane, delle guerre con gli imperatori e per la nascita dei Comuni.

Per questo alcune pievi citate nel documento oggi appartengono all’Arcidiocesi di Trento e alle diocesi di Mantova, Padova e di Adria-Rovigo.

I diritti legati alla giurisdizione temporale furono persi quasi tutti agli inizi del XIII secolo, con gravi controversie per Bovolone, Legnago e Porto. La prima rimase per qualche secolo sotto la giurisdizione vescovile; la seconda si liberò nel 1207 con la sostituzione con Monteforte d'Alpone, con l’assenso del Vescovo Cardinale Adelardo Cattaneo; a Porto rinunciò per una somma di denaro dal comune di Verona il vescovo Norandino.